# Interstate 44
Interstate 44 – autostrada w Stanach Zjednoczonych. Trasa zaczyna się Wichita Falls w stanie Teksas a kończy się w Saint Louis w stanie Missouri. Całkowita długość autostrady to 1021 km, a trasa przebiega przez trzy stany. 

## Odcinki
- Teksas 24 km
- Oklahoma 530 km
- Missouri 467 km

## Ważniejsze miasta
- Teksas
  - Wichita Falls
- Oklahoma
  - Oklahoma City
  - Tulsa
  - Lawton
- Missouri
  - Saint Louis
  - Rolla
  - Springfield